# ميخائيل بولسين
ميخائيل بولسين (بالنرويجية البوكمول: Michael Paulsen)‏ (1 مارس 1899 في النرويج - 18 أكتوبر 1968 في النرويج) هو لاعب كرة قدم نرويجي في مركز مهاجم ‏، شارك في الألعاب الأولمبية الصيفية 1920. وشارك مع منتخب النرويج لكرة القدم. أما مع النوادي، فقد لعب مع نادي بران وأورن هورتن ‏.

## وصلات خارجية
- ميخائيل بولسين على موقع الاتحاد الدولي (مؤرشف)  (الإنجليزية)
- ميخائيل بولسين على موقع اتحاد النرويج (النرويجية)
- ميخائيل بولسين على موقع قاعدة بيانات كرة القدم.إي يو (الإنجليزية)
- ميخائيل بولسين على موقع ناشيونال فوتبول تيمز (الإنجليزية)
- ميخائيل بولسين على موقع أوليمبيديا (الإنجليزية)